# Цацаровци (Софийска област)
 За другото българско село вижте Цацаровци (Област Смолян).  
Ца̀царовци е село в Западна България. То се намира в Община Драгоман, Софийска област.

## История
През 1906 година в селото е построена черква в чест на светите апостоли Петър и Павел. Храмът е изграден на същото място, където преди това е имало стара черква, разрушена през периода на османското владичество.
През 2017 година е открита новата сграда на кметството.

## Население
| 1880       | 275 |
| 1892       | 326 |
| 1900       | 416 |
| 1910       | 453 |
| 1929       | 485 |
| 1934       | 516 |
| 1946       | 462 |
| 1956       | 583 |
| 1965       | 565 |
| 1975       | 429 |
| 1985       | 324 |
| 1992       | 255 |
| 2001       | 211 |
| 2011       | 141 |
| Източници: |     |

В България за организирано събиране на данни за населението може да се говори след Освобождението от 1878 г. Първото преброяване на населението в Княжество България е проведено през 1880 г. До края на XIX век са извършени още две преброявания – 1887 и 1892 г. Към 31 декември 1900 г. се провежда преброяване на населението с програма, която е значително по-усъвършенствана в сравнение с предходните, като заедно с това е съобразена с решенията на Международния статистически институт. Преброяването обхваща населението, жилищните и нежилищните сгради и домашните животни. Може да се приеме, че преброяването от 1900 г. се използва като своеобразен модел за всички следващи преброявания до това от 1946 г.
По данни от първото преброяване на населението, през 1880 г. в с. Цацаровци живеят 275 жители.